# نصیب قزوینی
نصیب قزوینی شاعر و مورخ قرن دهم هجری.

وی از احفاد و بازماندگان دولتشاه سمرقندی، مؤلف تذکرةالشعراء، و از امرای دربار اکبر شاه (۹۶۳-۱۰۱۴) بود. وی در تاریخ دست داشت. برخی نام او را نقیب‌خان نوشته‌اند. اشعاری از وی در تذکره‌ها آمده است.

## منبع
- اثرآفرینان، زندگینامهٔ نام‌آوران فرهنگی ایران، انجمن آثار و مفاخر فرهنگی، جلد پنجم